# مريم الخمري
مريم الخمري (بالفرنسية: Myriam El Khomri)‏، مولودة في 18 فبراير 1978، بالرباط المغرب هي سياسيّة ووزيرة فرنسيّة من أصول مغربيّة. عملت كوزيرة العمل في حكومة مانويل، وقد كانت عضوة في المجلس الوطني للحزب الاشتراكي (الفرنسي) تم انتخابها في الدائرة 18 بباريس. من أب مغربي، عامل بمحل طباعة ب بوردو، وأم بريطانية، تعمل أستاذة لغة أنجليزية. مريم متزوّجة من رجل يعمل في مجال المعلوماتية، ولها طفلتين. سنة 1995، درست الحقوق في جامعة بوردو. سنة 1999، انتقلت إلى باريس وأتمّت دراستها في الحقوق وتحصّلت على شهادة دراسات عليا مختصّة سنة 2001 من جامعة باريس 1 - بانتيون سوربون.

## الأصول والعائلة
ولدت مريم الخمري في 18 فبراير 1978 بالرباط، وعاشت بمدينة طنجة حتى سن التاسعة، ثم انتقلت مع عائلتها إلى تورا منطقة مريينياك قرب بوردو، كانت عضوا في المجلس العام لشباب جيروند، اجتازت امتحان البكلوريا في الشعبة العلمية وحصلت عليها بتقدير جيد وكان عمرها 17 سنة.
الدراسات والتكوين: في سنة 1995 درست القانون العام في جامعة بوردو ومولت دراساتها بمنح وبالاعتماد على بعض مناصب العمل.
سنة 1999 انتقلت إلى باريس لمواصلة دراساتها القانونية في جامعة باريس 1 السوربون حيث حصلت على شهادة الدراسات الجامعية المتخصصة في العلوم السياسية سنة 2001.

## قانون الخمري
تم في عهدها تعديل قانون العمل الفرنسي تحت اسم «قانون العمل في فرنسا» وذلك في عام 2016 أو قانون الخمري. والذي لقي معارضة قوية من قبل النقابات والمنظمات الطلابية.